# Gangsterfilm
Der Gangsterfilm ist ein Subgenre innerhalb des Filmgenres Kriminalfilm. Kennzeichnend für dazugehörende Filme ist die Schilderung von illegalen Aktivitäten, bei der der soziale und/oder psychische Werdegang der Verbrecher, oft im Zusammenhang mit ganzen Verbrecherorganisationen, im Mittelpunkt steht. US-amerikanische Schauspieler wie Edward G. Robinson und James Cagney gaben dem Gangsterfilm, der eine frühe Blütezeit in den 1930er Jahren (vor allem in den USA) hatte, ein erstes Gesicht. Das Subgenre entwickelte sich seitdem in verschiedene Richtungen.

## Merkmale
Das Subgenre Gangsterfilm ist ein weites Feld, in dem der so genannte classic circle, der die Filme Der kleine Cäsar, Der öffentliche Feind und Scarface beinhaltet, jedoch als Kernelement verstanden wird. Darin wurden eine Reihe von thematischen, ikonographischen und ideologischen Standards gesetzt, die für sich bereits als Grundmerkmale verstanden werden könnten. Um die über 75-jährige Geschichte des Gangsterfilms aber voll erfassen zu können, dürfen diese Standards nur noch als Referenzpunkt gesehen werden, von dem aus zahlreiche Variationen entstanden sind. Eine ähnliche Gruppe wie der Gangsterfilm innerhalb des Kriminalfilmgenre, stellt die Gaunerkomödie im Genre des Filmhumors, dar.

### Subgenres des Gangsterfilms
Innerhalb dieses Subgenre werden häufig der Heist-Movie und der Serienkillerfilm als einzelne zu unterscheidende Gruppen angesehen. Der Gefängnisfilm war ursprünglich ein reines Subgenre des klassischen Gangsterfilms. Seit den 1970er-Jahren nimmt der Gefängnisfilm zunehmend Aspekte anderer Genres auf, etwa des Actionfilms, des Abenteuerfilms oder des Sportfilms. Poliziottesco ist ein Filmgenre aus Italien. Häufig werden alle italienischen Filme mit Polizei, Mafia oder Gangsterbezug mit diesem Begriff beschrieben. Bei dem klassischen Poliziottesco handelt sich um eine Unterart des Polizeifilms. Ein weiteres Subgenre ist das der Yakuza-Filme. Dabei handelt es sich um spezielle Mafiafilme, die die Aktivitäten der kriminellen Organisation der Yakuza behandeln.

### Themen
- Rise and fall narrative: Ein klassisches, zentrales Motiv des Gangsterfilms ist der Aufstieg und Fall eines Verbrechers. Ob es sich um fiktive oder reale Personen handelt, fast immer steigert sich der Spannungsbogen des Films parallel zu der Karriere des Gangsters, die am Ende schließlich zusammenbricht, sei es durch Festnahme oder Tod. Bis in die 1960er-Jahre hinein gab es in den USA selten Abweichungen von diesem Motiv, was sich erst mit der Pate-Saga (ab 1972) entscheidend änderte.
- Gangster as a tragic figure: Die Darstellung des Gangsters als allein gelassener, verzweifelter Outlaw, ist typisch für die Filme des klassischen Zyklus. Dies zielte weniger auf eine Glorifizierung als darauf, den Gangster als ein Subjekt der modernen Welt mit all ihren Verlockungen zu zeigen.
- Family versus gang: Ein Motiv, das erstmals in Der öffentliche Feind (1931) herausgearbeitet worden ist, ist der Konflikt des werdenden Gangsters zwischen der Liebe seiner Familie und den Verlockungen des Bandendaseins. Der Drang nach Freiheit und der Gewinn an Männlichkeit, der durch die Gang ermöglicht wird, spielt hier eine entscheidende Rolle.
- Cain and Abel: Eine erste Variation des klassischen Zyklus findet sich in Manhattan Melodrama (1934) und auch Chicago – Engel mit schmutzigen Gesichtern (1938). Es geht – ähnlich wie bei Kain und Abel – um zwei Brüder oder Jugendfreunde, von denen einer eine Karriere als Polizist o. Ä. einschlägt und der andere zum Verbrecher wird.
- Gangster as cop: Hierbei handelt es sich um eine Thematik, die infolge des Production Code entstanden ist, weil dieser es verbot, illegale Gewalt darzustellen – die Figur des Gangsters wurde einfach als Polizist verkleidet, der dann natürlich auf der „guten Seite“ stand. Der maßgebliche Film dieses Zyklus war Der FBI-Agent (1935).
- Death of the big shot: Der „Tod des großen Tieres“ ist ein Bruch mit dem klassischen Rise-and-fall-Thema, der sich 1941 mit Entscheidung in der Sierra abzeichnete. Anstatt der ganzen Lebensgeschichte eines Gangsters werden nur noch dessen letzten Tage – natürlich mit dem besonderen Coup – gezeigt.
- Couple on the run: Das Gangsterpärchen, das wie berauscht auf Plündertour geht, gibt es spätestens seit Gefährliche Leidenschaft aus dem Jahre 1949 und setzte sich in Bonnie und Clyde (1967) fort. Thelma & Louise (1991) ist nur ein Beispiel für zahlreiche Neuinterpretationen dieses Themas.
- The big caper: Mit der Schilderung der Planung und Ausführung eines komplizierten Überfalls hat sich nach Ansicht einiger Filmkritiker ein eigenes Untergenre herausgebildet, der Heist-Movie. Vorläufer dieser Form war der Film Asphalt Dschungel (1950), doch das Gros der caper movies stammt aus den 1960er-Jahren.
- Syndicate film: Etwa zeitgleich zum Heist-Film entstand die Variante des syndicate film, in dem die Gang als Ganzes (das „Syndikat“) im Mittelpunkt der Betrachtung steht. Der einzelne Gangster wird entindividualisiert, während die Gang als alles beherrschender Apparat dargestellt wird. Beispiele sind Die Spur führt zum Hafen (1951) und Mördersyndikat San Francisco (1952).

Nach dem Zerfall des Studiosystems in den 1970er-Jahren erscheinen diese Klassifizierungen mehr als künstlich. Vielfach wurden seitdem frühere Themen aufgegriffen und in nostalgischer Weise verfilmt (etwa Jagd auf Dillinger, 1973) oder neu erfunden. Mit Der Pate (1972) entstand erstmals ein Gangsterfilm epischen Ausmaßes. Auch in die Blaxploitation-Filme floss viel vom Gangsterfilm ein.
Eine besondere Vorliebe für Gangstergeschichten hatten die Regisseure des Neuen Deutschen Films:
„‚Liebe ist kälter als der Tod‘, [Fassbinders] erster Spielfilm, gehört zu einer Reihe von Gangsterfilmen (u. a. ‚Götter der Pest‘, 1970, und ‚Der amerikanische Soldat‘, 1970), in denen [er] aus seiner Sympathie für den alten amerikanischen Gangsterfilm, aber vor allem für Godard und Melville (‚Der eiskalte Engel‘, 1967) kein Hehl macht.“

### Ikonographie und Ideologie
Zwar fanden die frühesten Gangstergeschichten noch im Wilden Westen statt (Der große Eisenbahnraub), doch schon bald fokussierte das Geschehen auf die Großstadt. Dieser Ort ist nicht nur gekennzeichnet durch Industrie und Massenwaren, sondern auch durch Anonymität verbunden mit individueller Freiheit – beste Voraussetzung für das Treiben verbrecherischer Banden.
Die früheren Gangsterfilme waren ein Abbild der Zeit, zu der sie gedreht wurden, meist eng verwoben mit der Alkoholprohibition und der Weltwirtschaftskrise in den Vereinigten Staaten. Beliebte Schauplätze waren neben der offenen Straße vor allem hinterhofartige Spelunken, in denen illegal Getränke abgefüllt und Pläne geschmiedet wurden, ähnlich den damaligen Speakeasys. Ab den späten 1930er-Jahren jedoch, also quasi ab Kriegsanfang, bot die Gegenwart weniger Anreize zu Gangstergeschichten, sodass vermehrt die Ikonographie der klassischen Ära aufgegriffen wurde, beispielsweise in Bonnie und Clyde (1967).
Ein zentraler Aspekt aller Gangsterfilme ist das jeweils beschriebene soziale Gefüge, von dem sich weitergehende Deutungen ableiten lassen. Die Bande, in die sich der Gangster einfügt, ist dabei oft Spiegel oder Modell der Gesellschaft. So können Gangsterbanden bestimmte ethnische Gruppen, Jugendcliquen, oder Familien darstellen, doch auch Liebespaare und Einzelgänger treten als Verbrecher in Erscheinung. Die Gang in Der öffentliche Feind (1931) fungiert als streng geführte Arbeitsgemeinschaft, in der sich jeder einbringen kann und im Gegenzug von den anderen Mitgliedern geschützt wird – etwas, das die rechtschaffene Gesellschaft der Prohibition nicht bieten konnte.
Gangsterfilme fragen fast immer nach den Gründen, warum ein Mensch zum Verbrecher wird. Neben wirtschaftlichem Abstieg zählen zu den wichtigsten Ansätzen etwa falsche Moral, Einflüsse in der Kindheitsentwicklung, ausländische Herkunft der Gangster (die Hauptfiguren der drei Klassiker Der kleine Cäsar, Der öffentliche Feind und Scarface stammen allesamt aus katholischen Einwandererfamilien) oder einfach unglücklicher Zufall. Allen gemeinsam ist eine Abweichung von sozialer Norm, und somit fordert der Gangsterfilm indirekt eine Einhaltung dieser Norm, damit man selber nicht zum Verbrecher werde. Urtypisch ist die Aussage des klassischen Hollywood-Gangsterfilms: Verbrechen zahlt sich nicht aus.
Diese Aussage wurde zu den Zeiten des Production Code kräftig gestützt: Oft gingen den Filmen warnende Texttafeln voran, die eine Glorifizierung der Verbrecher von der Hand zu weisen versuchten, so zum Beispiel in Scarface (1932), der kurzfristig sogar den Untertitel Shame of the Nation (Schande der Nation) verpasst bekam.

“This picture is an indictment of gang rule in America and the callous indifference of the government to this constantly increasing menace to our safety and our liberty. Every incident in this picture is a reproduction of an actual occurrence, and the purpose of this picture is to demand of the government: ‘What are you going to do about it?’ The government is your government. What are YOU going to do about it?”

„Dieser Film klagt die Macht der Banden in Amerika an, und die gleichgültige Haltung der Regierung gegenüber dieser wachsenden Bedrohung unserer Freiheit und Sicherheit. Alle Ereignisse in diesem Film beruhen auf wahren Begebenheiten. Der Film fordert die Regierung auf, endlich etwas zu unternehmen. Die Regierung habt ihr gewählt! Was gedenkt IHR zu tun?“

## Geschichtlicher Überblick

### Stumme Vorläufer
Nimmt man die bloße Darstellung eines Verbrechens als Kriterium, ist Der große Eisenbahnraub (1903), bekannt als erster Western der Filmgeschichte, der erste Gangsterfilm. Doch die Verbrecherbanden der Großstädte, die ein essenzieller Bestandteil der kommenden Filme sind, stehen vermutlich erstmals in D. W. Griffiths The Musketeers of Pig Alley aus dem Jahre 1912 im Mittelpunkt. Im europäischen Film waren die Serienhelden des Franzosen Louis Feuillade – Fantômas (1913/14) und mehr noch die Verbrecherbande Les Vampires (1915) – die ersten Vertreter des Genres. Viele stilistische Merkmale des späteren Gangsterfilms wurden dann auch in Fritz Langs Dr. Mabuse, der Spieler (1922) vorweggenommen – neben Schießereien und Verfolgungsjagden beispielsweise die düstere Bildgestaltung.
Einen weiteren Schritt machte Josef von Sternberg im Jahre 1927, als er seinen Film Unterwelt präsentierte. In ihm werden erstmals deutliche Akzente auf die während der Alkoholprohibition in den USA herrschende Realität gesetzt, allerdings bleibt der Film im Wesentlichen doch ein Liebesdrama. Auch The Racket von 1928 oder Alibi von 1929 setzen sich mit dem Gangster-Thema auseinander, doch erst der Tonfilm sollte den Durchbruch bringen.

### Die frühen Klassiker des Gangsterfilms
Der ab 1927 aufkommende Tonfilm war in den USA Wegbereiter für eine Reihe neuer Filmgenres, darunter für den Horrorfilm oder den Musicalfilm. Auch für den Gangsterfilm war der Ton maßgebend, da zum einen Geräusche wie das Quietschen von Reifen, das Klingeln der Telefone oder das MG-Feuer eine realistische Kulisse schufen und zum anderen die Synchronität der Dialoge eine genauere Charakterisierung erlaubte. Wie schon bei Josef von Sternberg boten die Prohibition, das in den USA von 1919 bis 1933 währende Alkoholverbot sowie die sich entwickelnden Strukturen bzw. das Milieu des Organisierten Verbrechen, Vorlagen für erste Gangsterfilme.
Mit Der kleine Cäsar von Regisseur Mervyn LeRoy, der im Januar 1931 erschien, begann der Zyklus der klassischen Gangsterfilme (classic circle). Der Film, der die Geschichte des Bandenmitglieds Rico Bandello erzählt, lebt vor allem von der psychologisch differenzierten Auseinandersetzung Edward G. Robinsons mit seinem Charakter: Er ist ein geborener Kleinkrimineller, der eine schnörkellose Fassade um sich aufbaut, darunter aber impulsiv, betrügerisch und dumm bleibt. Robinsons Darstellung des „kleinen Caesar“, dessen Ähnlichkeit mit Al Capone unverkennbar ist, machte ihn zum etablierten Verbrecher-Darsteller.
„Immer weiter nach oben will er, immer mehr Geld und Einfluss, und doch geht es ihm letztlich nur um Bestätigung der eigenen Identität.“
Nur wenige Monate später premierte William A. Wellmans Der öffentliche Feind, nach Der kleine Cäsar ein weiterer Film, der den Aufstieg und Fall eines Bandenmitglieds schildert. Er fokussiert stark auf die gesellschaftlichen Ursachen des Verbrechertums in Zeiten der Depression. Der Anfang des Films ist mehreren Szenen aus der Kindheit von Tom Powers gewidmet. Daraufhin entwickelt er sich rasch zum skrupellosen Gangster, der seine neu gewonnene Freiheit brutal ausnutzt um sich gegen das wirtschaftliche Elend zu verteidigen. Die berühmte Szene, in der er seiner Freundin eine Grapefruit ins Gesicht drückt, zeigt sein krasses Missverhältnis zum anderen Geschlecht.
„Zur Schule gehen? Das heißt doch nur, arm zu bleiben.“ – Tom Powers in Der öffentliche Feind
Ein weiterer wichtiger Film ist Howard Hawks’ Meisterwerk Scarface aus dem Jahre 1932. Dessen mystifizierende Darstellung des Tony Camonte, der einen Bandenkrieg losbricht, setzte neue Maßstäbe für Gewalt im Film. Die Zahl der Morde ist rekordverdächtig, und eine Actionszene folgt auf die andere – dabei war das Drehbuch von Ben Hecht ursprünglich als halbdokumentarisches Werk gedacht. Scarface spielt viel mehr als seine zwei Vorgänger mit Schatten und Symbolen, stellt Journalisten und Polizisten als rücksichtslose Fanaten dar und problematisiert Tonys Liebe zu seiner Schwester. Die Kamera, die immer auf Distanz bleibt, verleiht dem Film eine bestimmte Nüchternheit.
Bemerkenswert ist, welchen Einfluss die Filmzensur, namentlich der Hays Code, auf die Ästhetik der Filme hatte. Laut Code war es untersagt, Morde und Überfälle explizit zu zeigen. Somit mussten die Filmemacher andere, subtilere Wege der Gewaltdarstellung finden – das Spiel mit Schatten, Schüssen im Off und anderen Andeutungen wurde so angeregt und festigte sich als Stilmittel noch über die Zeit des Hays Code hinaus.
Im Jahre 1935 erschien Der FBI-Agent, welcher eine Trendwende im Gangsterfilm bedeutete: Es stehen nicht die Gangster selbst, sondern die Polizisten, die sie verfolgen, im Mittelpunkt. Stilistisch erinnert der Film so sehr an die typischen Gangsterfilme, dass man fast von „Gangstern in Polizeiuniform“ sprechen könnte. Ausschlaggebend für diese Art von Film war unter anderem der Hays Code, der die Darstellung von legaler Gewalt eher billigte als die von illegaler Gewalt.
Gegen Ende des Jahrzehnts zelebrierte man dann noch einmal die Klassiker, indem diese in neuen Filmen mehr oder weniger aufgegriffen wurden. Als die bekanntesten Filme der Spätphase des klassischen Gangsterfilms gelten Chicago (1938) von Michael Curtiz und Die wilden Zwanziger (1939) von Raoul Walsh, in dem zwei Ikonen des Gangsterfilms, James Cagney und Humphrey Bogart, aufeinandertreffen.
Die meisten der 1930er-Jahre-Gangsterfilme wurden von Warner Bros. produziert, der Produktionsgesellschaft, die auch über die bekanntesten Schauspieler des Genres (Robinson, Cagney, George Raft und Bogart) verfügte. Daneben gab es auch noch die kleine Monogram Pictures, die sich halbwegs auf Gangsterfilme spezialisiert hatte.
„Die Gangsterfilme der Warner Bros. brachten eine neue Klangfarbe ins Kino. […] Bilder eines anderen American Way of Life, so knapp wie grob, so direkt wie rasant, Bilder, die das Gewaltsame der Geschehnisse, von denen die Filme erzählten, noch zuspitzten.“

### Gangsterfilm als Film noir
Der Gangsterfilm war ein guter Nährboden für den Film noir, dem eine Reihe von US-amerikanischen Filmen der 1940er- und 1950er-Jahre zugerechnet werden. Die typischen Charaktere des Film noir sind schwach, unsicher und desillusioniert, was gut auf eine Gangsterfigur übertragen werden konnte. Entscheidung in der Sierra (1941), der Film, der Humphrey Bogart zum Star machte, ist der Startpunkt des Gangster-Noir (wobei der französische Pépé le Moko – Im Dunkel von Algier, 1937, als Wegbereiter gesehen werden kann). Er erzählt nicht wie die Klassiker vom ganzen Werdegang eines Verbrechers, sondern setzt gleich kurz vor seinem letzten Coup ein. Der Tod des Gangsters Roy Earle ist durch die Stimmung des Films vorhersehbar und wird auf einer Bergspitze bedeutungsvoll inszeniert. Der Gangster im Film noir hat sich vom tragischen Außenseiter zum romantischen Antihelden gewandelt.
Der Noir-Gangsterfilm festigte sich dann unter anderem mit Werken wie Die Narbenhand (1942), der einen Auftragskiller, der außer Katzen niemanden mag und für den es am Ende keinen Ausweg als den Tod mehr gibt, porträtiert, Rächer der Unterwelt (1946) oder Gefährliche Leidenschaft (1949). Anders, als es in den früheren Gangsterfilmen je vorstellbar gewesen wäre, gehen die Protagonisten der Films noirs oft eine enge Bindung mit anziehenden, aber schwer durchschaubaren Femmes fatales ein, die ihnen später zum Verhängnis wird. In Sprung in den Tod (1949), einem Film von Raoul Walsh, der den Amoklauf eines manisch Verrückten erzählt, wird dessen psychische Entwicklung besonders hervorgehoben. Der von James Cagney gespielte Gefängnisflüchtling, der den Tod seiner Mutter rächen will, endet auf einem explodierenden Gastank, während er triumphierend sagt: „Made it, Ma! Top of the world!“
„Mit einem diffusen Licht, das die Grauwerte intensiviert, poetisiert Walsh seine Geschichte: die Fremdheit der Helden in schäbigen Motels, ihre Verlorenheit auf den Straßen, ihre psychische Deformation, ihre Verstricktheit in Mächte, die sie nie so recht begreifen.“

### Kleine Renaissance in den 1950ern
In der Übergangszeit von der Ära des Film noir zum Fall des Studiosystems in den USA (markiert durch den Beginn des New Hollywood) entstanden eine Reihe von Filmen, die die alten Helden der frühen 1930er Jahre wieder aufleben ließen. Gangsterbiografien wie Al Capone (1959), Die Höllenkatze (1958) oder Baby Face Nelson (1957) – mit dem vorausdeutenden deutschen Titel So enden sie alle – sind hier die besten Beispiele. Weitere bekannte Werke dieser Zeit sind J.D., der Killer und Unterwelt (beide 1960).

### Japanischer Gangsterfilm – Yakuza
Der japanische Gangsterfilm, der in den 1960er-Jahren den größten Output hatte, widmete sich hauptsächlich der japanischen Mafia, der Yakuza. Die Yakuza-Filme waren oft blutig-brutal und romantisierten das Verbrechertum. Bedeutende Yakuza-Regisseure sind Seijun Suzuki und Kosaku Yamashita.
„Regisseur Suzukis grausame, sartresche Helden sind allesamt Monster, ob im pastellblauen Western Style-Anzug oder als hamsterbäckiger Reisduft-Fetischist.“
Ebenfalls hervorgetan hat sich in diesem Genre Takeshi Kitano (Brother, 2000).

### Französischer Gangsterfilm
Mitte der 50er Jahre entstanden die drei französischen Gangsterfilme, die das Genre prägen sollten: Wenn es Nacht wird in Paris (1954) mit Jean Gabin und Lino Ventura, Jules Dassins Rififi (1955), und Drei Uhr nachts (1965) von Jean-Pierre Melville. Melville sollte im darauffolgenden Jahrzehnt die wichtigsten französischen Gangsterfilme drehen. Seine Werke Der Teufel mit der weißen Weste (1962), Der eiskalte Engel (1967) sowie Vier im roten Kreis (1970) bilden die Essenz eines besonderen Gangster-Stils. Die Neuerungen der Nouvelle Vague aufgreifend, aber auch Elemente des amerikanischen Gangsterfilms verarbeitend, setzten diese Filme alles auf die pure Ästhetik der Bilder und die Professionalität des dargestellten Verbrechertums. Jean-Luc Godards Außer Atem (1960) kann als Vorläufer dieser Filme angesehen werden. Weitere wichtige französische Regisseure, die in diesem Genre maßgeblich arbeiteten, waren José Giovanni – auch als Drehbuchautor – (Der Mann aus Marseille, 1972), Henri Verneuil (Der Clan der Sizilianer, 1969) sowie Jacques Deray (Flic Story - Duell in sechs Runden, 1975). Als wesentliche Darsteller des französischen Gangsterfilms konnten sich Alain Delon, Jean Gabin, Jean-Paul Belmondo und Lino Ventura positionieren.

### Verbrecher im New Hollywood

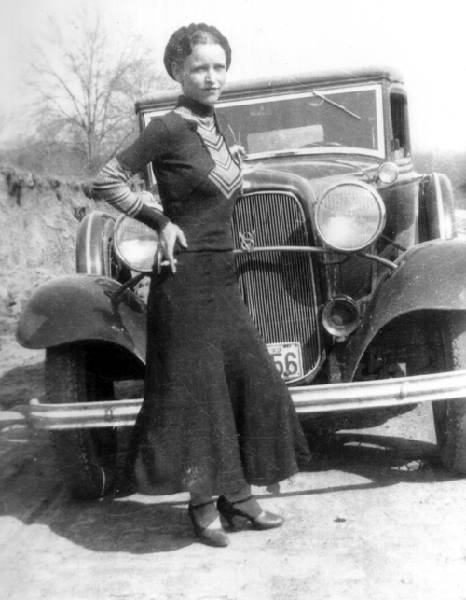
Bonnie Parker diente als Vorlage zum Film Bonnie und Clyde (1967)

Das Kino des New Hollywood markierte das Ende des althergebrachten Studiosystems, das den US-amerikanischen Film bis in die 1960er-Jahre hinein bestimmt hatte. Es brach mit den alten Erzählstrukturen, Charakterzeichnungen und Themen, beispielsweise den eskapistisch wirkenden Monumental- oder Musicalfilmen. Zudem waren die Geschichten von den großen Gangstern der Wirtschaftskrise lange Zeit zu abgedroschen gewesen um neu verfilmt zu werden.
Das änderte sich spätestens mit Bonnie und Clyde (1967), dem Film, der zusammen mit Die Reifeprüfung als Startpunkt des neuen Hollywood gesehen wird. Es geht um die Karriere eines Gangsterpaares im Texas der 1930er-Jahre. In dem Film sind deutliche Anzeichen für eine Trendwende im Gangsterfilm zu erkennen: Die Protagonisten werden mit dem Lebensgefühl und der Aufbruchstimmung der 1960er-Jahre versehen, was sie zu Sympathieträgern des Publikums macht. Ihr Rennen ins Verderben wird mit der sie verfolgenden staatlichen Gewalt begründet, und die Inszenierung ihrer Ermordung fügt der klassischen Moral („Verbrechen zahlt sich nicht aus“) eine emotionale Ebene hinzu.

„Elemente des klassischen Gangsterfilms werden mit solchen des Familiendramas, des sozialen Problemfilms und der Westernballade verknüpft.“

Den Trend der 1960er Jahre, alte Geschichten mit neuer Frische wieder zu verfilmen, fasst der Film Chikago-Massaker aus dem Jahre 1967 gut zusammen. Er greift die urbanen Gangs, die Syndikate der 1930er-Jahre wieder auf, um sie ganz unparteiisch, ironisch und zum Teil spöttisch unter die Lupe zu nehmen.
Filmisches Neuland betraten unter anderem auch die Filme Point Blank (1967) von Regisseur John Boorman, eine Parabel auf die „schöne neue Welt des High-Tech-Gangstertums, verbunden mit Ehrbarkeit und Anonymität“, und Bloody Mama (1970) von Roger Corman, der mit der Darstellung einer raubenden Gangsterfamilie im Mittleren Westen der USA an Bonnie und Clyde erinnert.

### Neuer Höhepunkt in den 1970ern
Einen erneuten Höhepunkt des Subgenres leiteten Regisseure wie Francis Ford Coppola ein. Martin Scorsese mit Hexenkessel und Terence Young mit Die Valachi Papiere bzw. Cosa Nostra trugen ebenfalls zu dieser Renaissance in den 1970er Jahren bei. In Coppolas Pate-Saga (umgesetzt nach dem Roman von Mario Puzo), bestehend aus Der Pate (1972) sowie der Fortsetzung Der Pate – Teil II (1974), wird der Mythos eines mächtigen italo-amerikanischen Verbrecher-Imperiums aufgebaut. Im Gegensatz zum tragischen Schicksal von Einzelgängern wie Al Capone wird hier das Machtgefüge nicht durch den Tod oder das Versagen Einzelner gestürzt, denn für jedes „Familienmitglied“ steht ein Nachfolger bereit. Die Titelfigur des Paten, verkörpert durch Marlon Brando, ist der Drahtzieher in einem riesigen Netzwerk, das eigene Gesetze und Gebote jenseits aller staatlichen Gewalt hat. Der Film stellt somit die genretypische, moralbehaftete Polarisierung von Gut und Böse (im Normalfall ja Staatsgewalt und Verbrecher) gänzlich in Frage.

### Jüngere Entwicklungen
Je weiter man in der Filmgeschichte voranschreitet, desto schwieriger wird es, klar umrissene Untergenres oder typische Stile auszumachen. Den Gangsterfilm gibt es in seiner ursprünglichen Form kaum noch, aber zahlreiche neuere Filme sind mit Verweisen auf zurückliegendes Gangsterkino gespickt.
In den 1980er-Jahren haben sich die europäischen Einflüsse auf den US-amerikanischen Film gemehrt – so brachten die Regisseure Louis Malle mit Atlantic City, USA (1980) und Sergio Leone mit Es war einmal in Amerika (1984) weitere Vertreter des Genres hervor, die durch eine recht unamerikanische Sichtweise hervorstechen.
Weiters entstand 1983 das bekannte Remake Scarface, das sein Vorbild in puncto exzessive Gewaltdarstellung noch übertraf. Genreübergriffe beispielsweise zum Actionfilm (Stirb langsam, 1988) oder zur Komödie (Die nackte Kanone, 1988) haben sich an den Kinokassen als sehr erfolgreich erwiesen.
Die vielleicht wichtigste Neuerung im Gangsterfilm der 1980er-Jahre war das plötzliche Auftreten mehrerer Hongkong-Filme wie z. B. Police Story (1985) oder City Wolf (1986). Hier schweift das Genre von der üblichen Realitätsnähe teilweise ins Fantastische und Märchenhafte ab.
In den 1990er-Jahren ist einerseits ein Trend hin zum Actionfilm auszumachen. Besonders Heat (1995), ein fatalistisches Bild einer Bande von Verbrechern, sticht hervor. Auch Im Körper des Feindes (1997) ist ein actionreicher Vertreter des Genres, der viele Elemente des Hongkong-Gangsterfilms enthält.
Andererseits entwickelten viele Gangsterfilme einen Hang zu biographischen Dramen. So zum Beispiel Bugsy (1991), der die Lebensgeschichte des vergnügungssüchtigen Gangsters Bugsy Siegel nacherzählt. In demselben Las-Vegas-Milieu spielt Casino (1995), eine Schilderung der Machenschaften der Chicagoer Mafia. Vergleichbare Filme sind Miller’s Crossing (1990), ein neo-klassisches Bild einer 1930er-Jahre-Gang, sowie GoodFellas – Drei Jahrzehnte in der Mafia (1990), in dem gleich eine ganze Mafiaorganisation, für die Verbrechen nur business bedeutet, porträtiert wird. Diese Filme haben gemein, dass die Hauptpersonen, also die Verbrecher, verherrlicht und als „Träumer“ dargestellt werden.
Frischen Wind in das Genre brachte Quentin Tarantino mit seinen beiden Filmen Reservoir Dogs (1992) und Pulp Fiction (1994). Seine komplexen und referenzierenden Werke demontieren sämtliche Genrekonventionen: So mustert Butch in Pulp Fiction nach seiner Misshandlung nacheinander einen Hammer, einen Baseballschläger und eine Motorsäge – für das Horror- und Actiongenre übliche Waffen –, bevor er schließlich zum „Samuraischwert der Kurosawa-Filme“ greift.
Wichtige Gangsterfilme der jüngsten Zeit sind unter anderem Fargo (1996), Donnie Brasco (1997), L.A. Confidential (1997), Heist – Der letzte Coup (2001), Road to Perdition (2002), Gangs of New York (2002) und Love Ranch (2010).
Einen großen ästhetischen Einfluss gewann zumal in den letzten Jahren die Gangsterfilme aus Hongkong. Besonders Infernal Affairs von Andrew Lau und Alan Mak war ein großer, internationaler Erfolg beschieden, der so eindeutig ausfiel, dass sich Scorsese für ein US-Remake Departed – Unter Feinden (2006) entschloss.

## Liste bedeutender Gangsterfilme
- 1927: Unterwelt (Underworld)
- 1931: M bzw. M – Eine Stadt sucht einen Mörder
- 1931: Der kleine Cäsar (Little Caesar)
- 1931: Der öffentliche Feind (The Public Enemy)
- 1932: Scarface (Scarface)
- 1932: Jagd auf James A. (I Am a Fugitive from a Chain Gang)
- 1933: Der kleine Gangsterkönig (The Little Giant)
- 1935: Der FBI-Agent (‘G’ Men)
- 1936: Der versteinerte Wald (The Petrified Forest)
- 1936: Wem gehört die Stadt? (Bullets or Ballots)
- 1937: Der letzte Gangster (The Last Gangster)
- 1938: Chicago – Engel mit schmutzigen Gesichtern (Angels with Dirty Faces)
- 1939: Die wilden Zwanziger (The Roaring Twenties)
- 1940: Orchid, der Gangsterbruder (Brother Orchid)
- 1941: Entscheidung in der Sierra (High Sierra)
- 1942: Der große Gangster (The Big Shot)
- 1942: Die Narbenhand (This Gun for Hire)
- 1949: Sprung in den Tod (White Heat)
- 1954: Wenn es Nacht wird in Paris (Touchez pas au grisbi)
- 1955: Rififi (Du rififi chez les hommes)
- 1959: Al Capone (Al Capone)
- 1960: Der Panther wird gehetzt (Classe tous risques)
- 1962: Der Teufel mit der weißen Weste (Le doulos)
- 1967: Bonnie und Clyde (Bonnie and Clyde)
- 1967: Chicago-Massaker (The St. Valentine’s Day Massacre)
- 1967: Point Blank (Point Blank)
- 1967: Der eiskalte Engel (Le samouraï)
- 1971: Jack rechnet ab (Get Carter)
- 1972: Der Pate (The Godfather)
- 1973: Jagd auf Dillinger (Dillinger)
- 1974: Der Pate – Teil II (The Godfather - Part II)
- 1974: Die Story von Gun Kelly (Melvin Purvis: G-Man)
- 1983: Scarface (Scarface)
- 1984: Es war einmal in Amerika (Once Upon a Time in America)
- 1987: The Untouchables – Die Unbestechlichen (The Untouchables)
- 1990: GoodFellas – Drei Jahrzehnte in der Mafia (Goodfellas)
- 1991: Bugsy (Bugsy)
- 1993: Menace II Society (Menace II Society)
- 1993: Carlito’s Way (Carlito’s Way)
- 1994: Pulp Fiction (Pulp Fiction)
- 1995: Casino (Casino)
- 1995: Heat (Heat)
- 1995: Die üblichen Verdächtigen (The Usual Suspects)
- 1996: Kansas City (Kansas City)
- 1997: Donnie Brasco (Donnie Brasco)
- 2002: City of God (City of God)
- 2002: Road to Perdition (Road to Perdition)
- 2004: Layer Cake (L4yer Cake)
- 2004: Collateral (Collateral)
- 2006: Departed – Unter Feinden (The Departed)
- 2007: American Gangster (American Gangster)
- 2019: The Irishman (The Irishman)